# Résistance française
Cet article court présente un sujet plus développé dans : Résistance intérieure française et France libre.

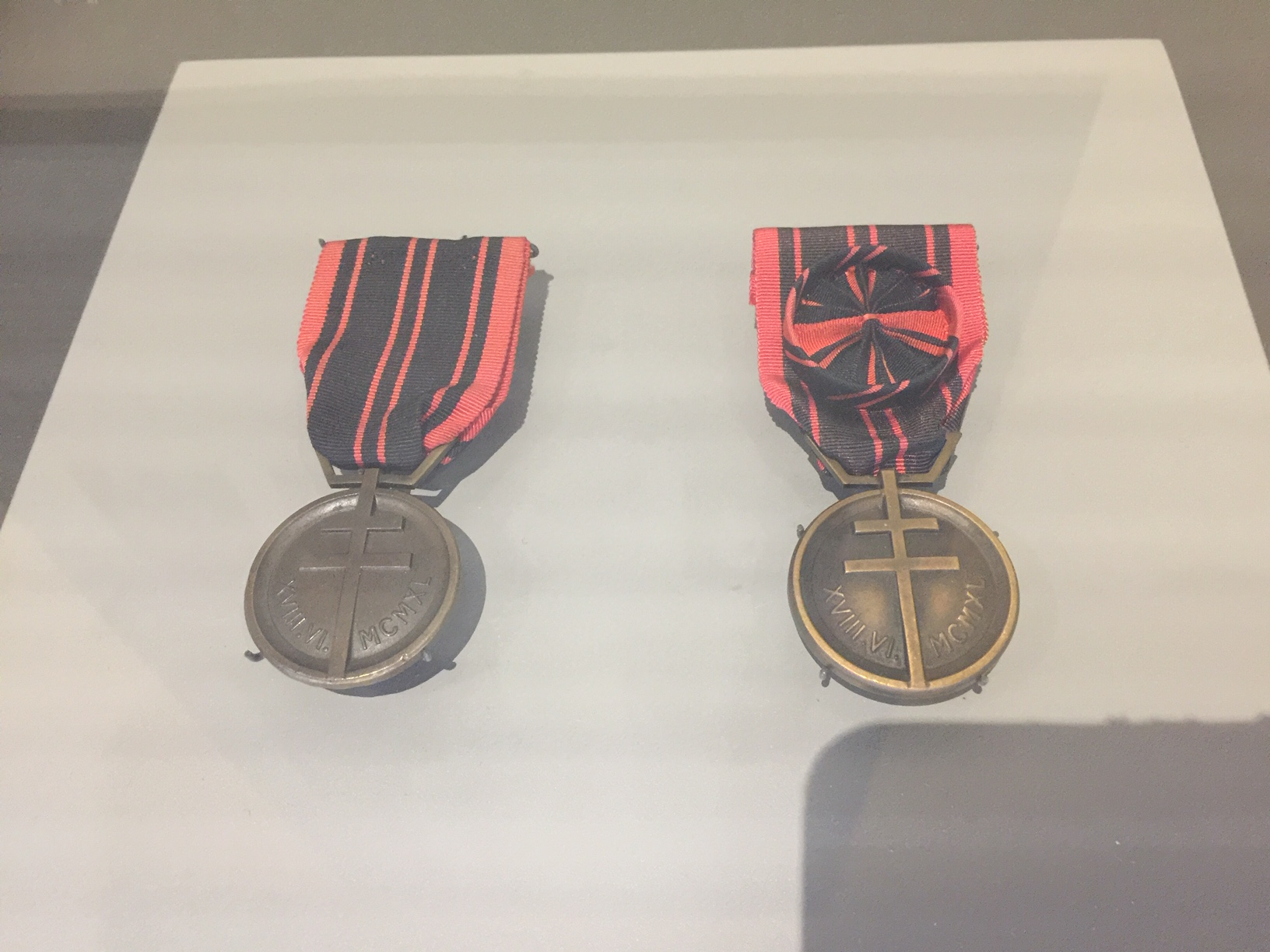
La médaille de la Résistance française récompense les résistants.

La résistance française, souvent considérée comme synonyme de résistance intérieure française, comprend aussi la résistance extérieure organisée par la France libre.